# سیارک ۲۲۵۸۰
سیارک ۲۲۵۸۰ (به انگلیسی: 22580 Kenkaplan، نامگذاری:1998HB67) بیست و دو هزار و پانصد و هشتادمین سیارک کشف شده‌است که در ۲۱ آوریل ۱۹۹۸ کشف شد.
قدر مطلق سیارک برابر ۱۹.۵ است.